# Tadeusz Wilgat

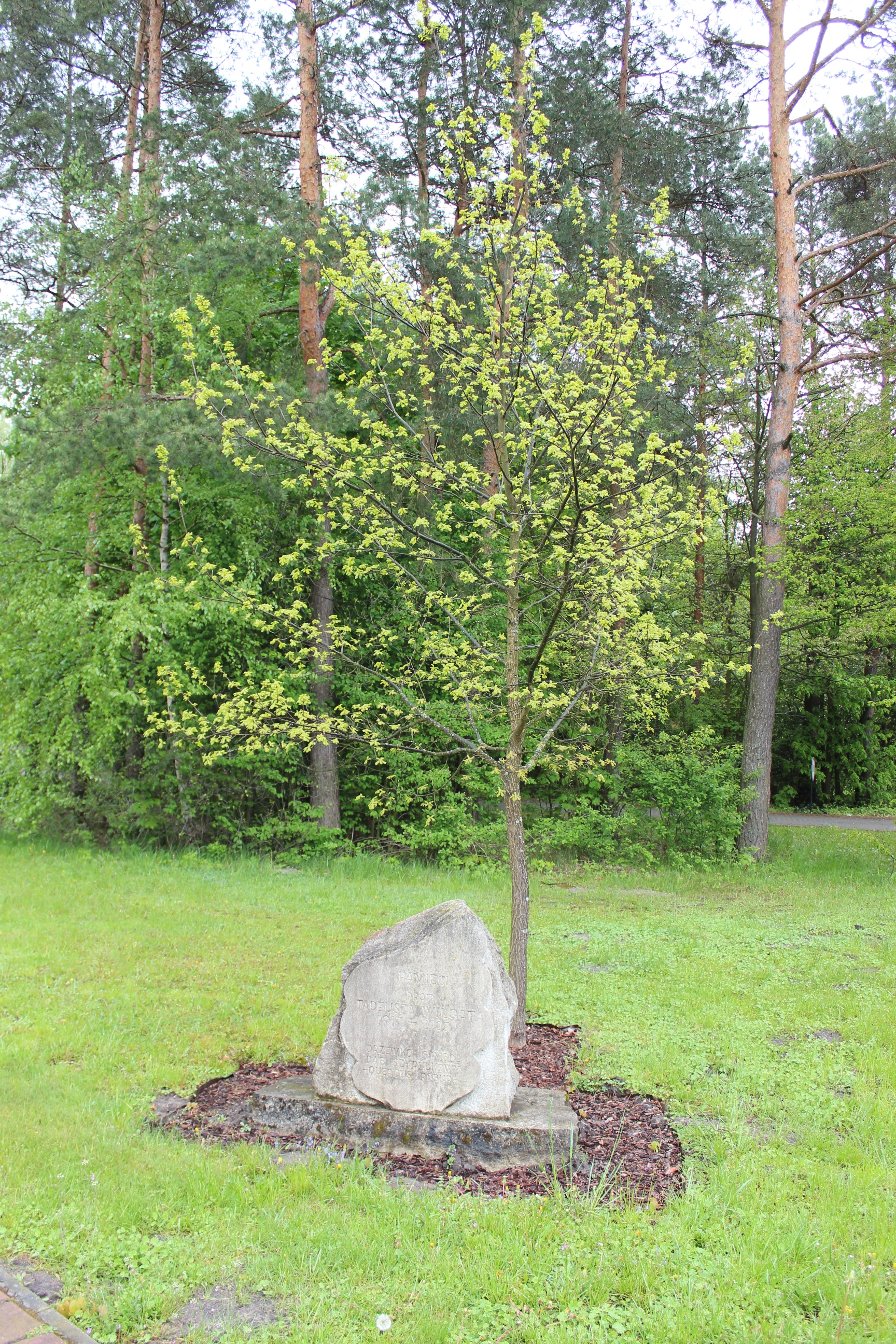
Dąb szypułkowy (drzewo - symbol) oraz głaz przy Ośrodku Edukacyjno-Muzealny Roztoczańskiego Parku Narodowego w Zwierzyńcu upamiętniający prof. Tadeusza Wilgata

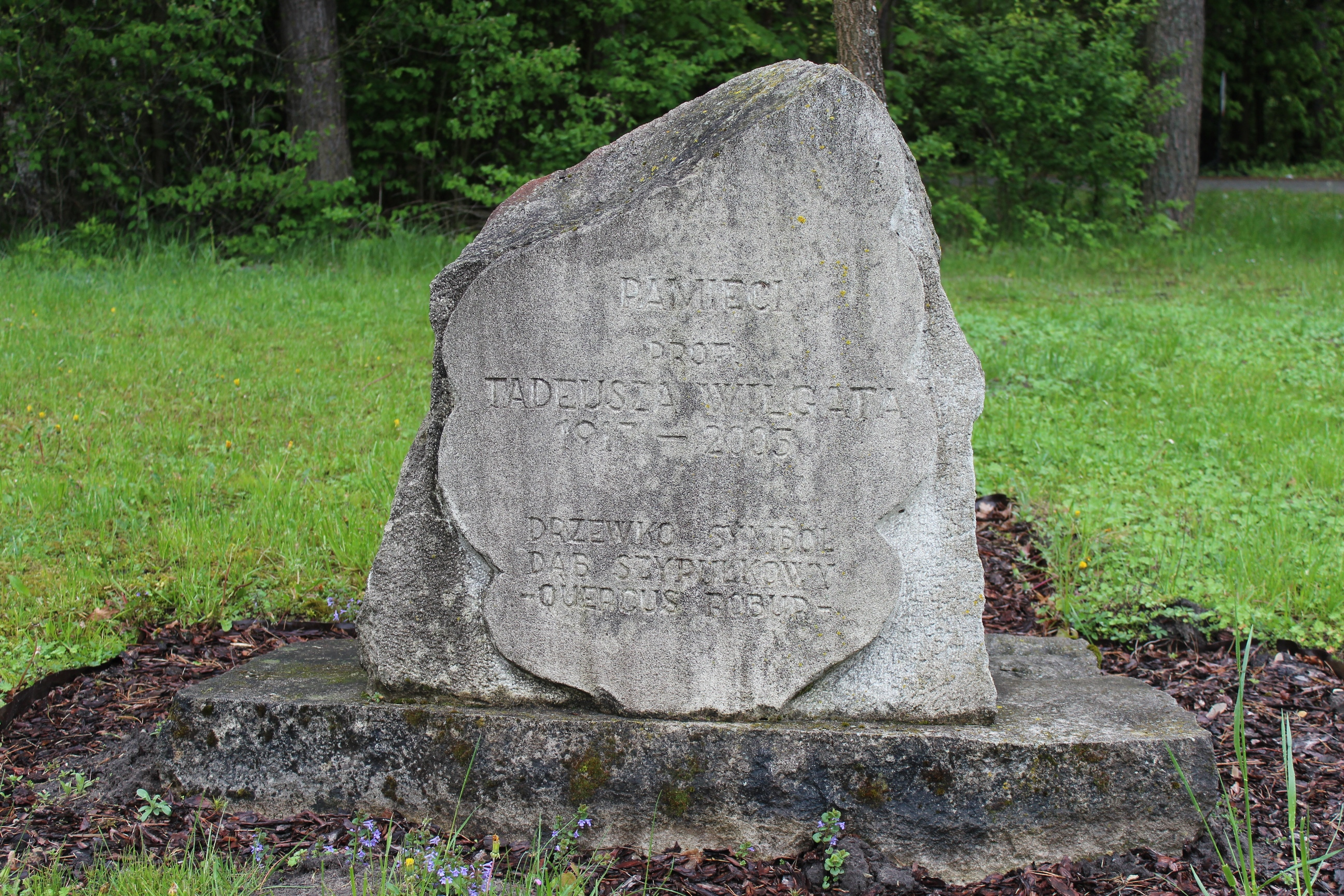
Inskrypcja na głazie

Tadeusz Wilgat (ur. 3 lutego?/16 lutego 1917 w Jekaterynosławiu, zm. 4 czerwca 2005 w Lublinie) – polski geograf, hydrograf, społecznik, autor licznych podręczników i prac naukowych, współtwórca metody kartowania hydrograficznego.

## Lata młodości, okres przedwojenny
Urodził się 16 lutego 1917 w ówczesnym Jekaterynosławiu w Ukraińskiej SRR. Jego rodzice po odrodzeniu państwa polskiego przybyli w jego nowe okrojone granice i zamieszkali w Lublinie. Tu, w 1926 wstąpił do Państwowego Gimnazjum im. Stanisława Staszica. Przez cały okres nauki w szkole był członkiem Związku Harcerstwa Polskiego - I Lubelskiej Drużyny  Harcerskiej im. Waleriana Łukasińskiego – „Błękitnej Jedynki”. Po maturze, która zdał w 1934 rozpoczął studia geograficzne na Uniwersytecie Warszawskim. W 1938 przeniósł się na Uniwersytet Jagielloński w Krakowie, gdzie powstało Studium Turyzmu. Jeszcze w toku studiów został w nim asystentem. Magisterium uzyskał na początku 1939. Dalszą karierę naukową przerwała mu II wojna światowa. Po ukończeniu działań wojennych powrócił do Lublina. Uczył geografii w szkołach zawodowych i brał udział w tajnym nauczaniu.

## Okres po II wojnie światowej
Po wojnie był nauczycielem geografii w gimnazjum im. Stanisława Staszica, a od 1945 również asystentem w Katedrze Geografii nowo utworzonego w Lublinie Uniwersytetu Marii Curie-Skłodowskiej. W szkole był bardzo zaangażowany w ruch harcerski. Jako instruktor wdrażał przedwojenne wartości tego ruchu. Był jego opiekunem z ramienia Rady Pedagogicznej, drużynowym I Lubelskiej Drużyny  Harcerskiej, a następnie - już w stopniu podharcmistrza, komendantem Hufca „Błękitnej Jedynki”. Ze względu na jego źle widziana przez władze działalność w harcerstwie został na rok „urlopowany” jako nauczyciel. Do 1949 prowadził jednak nadal hufiec. W zaistniałej sytuacji postanowił sam zrezygnować z dalszej pracy w szkole. Pozostał na uczelni. W 1948 obronił pracę doktorską na temat „Okresowość opadów na kuli ziemskiej” i został adiunktem. W 1955 został mianowany docentem, a w 1956 objął kierownictwo zorganizowanego przez siebie Zakładu Hydrogeografii. W 1967 został profesorem nadzwyczajnym, a w 1974 profesorem zwyczajnym. Na UMCS stworzył lubelską szkołę badań hydrograficznych, oraz był współtwórcą metody kartowania hydrograficznego. Badał powiązania zjawisk wodnych ze środowiskiem przyrodniczym. Interesował się głównie Lubelszczyzną, ale też i innymi regionami Polski. Prowadził też badania poza Polską, m.in.: w Albanii i Chile. W roku 1966 wziął udział w wyprawie żeglarsko-naukowej na jachcie Śmiały wokół Ameryki Południowej zorganizowanej przez  Polskie Towarzystwo Geograficzne, podczas której był kierownikiem naukowym i prowadził badania hydrograficzne na terenie Chile i Peru.
Wychował liczne grono specjalistów w zakresie hydrografii i ochrony środowiska. Był wysoko oceniany jako znakomity naukowiec i wykładowca, a jednocześnie jako człowiek nadzwyczaj skromny, o ogromnej pracowitości, doskonały wykładowca i opiekun studentów.
Na emeryturę przeszedł w 1987, ale nadal utrzymywał stały kontakt z uczelnią. Przez wiele lat pracował społecznie w wielu instytucjach. Między innymi w Radzie Głównej Nauki i Szkolnictwa Wyższego, w Państwowej Radzie Ochrony Przyrody, w Lubelskim Towarzystwie Naukowym oraz Polskim Towarzystwie Geograficznym i Polskim Towarzystwie Geofizycznym. Brał udział w tworzeniu parków narodowych: Roztoczańskiego i Poleskiego, oraz parków krajobrazowych i obszarów chronionych Lubelszczyzny.

## Dorobek naukowy
Był cenionym specjalistą w zakresie ochrony środowiska. Zajmował się m.in.: wpływem prac górniczych na stan wód Pojezierza Łęczyńsko-Włodawskiego. Na ten temat zespół, którym kierował, wykonał szereg wartościowych opracowań naukowych. Sam był autorem ponad 200 prac naukowych i popularnonaukowych. Część z nich, z uwagi na obowiązującą w czasach PRL cenzurę (chodziło o tajemnicę państwowe w zakresie zasobów wód podziemnych) pozostała w maszynopisach. Był też autorem podręczników z zakresu kartografii i geografii astronomicznej.

## Nagrody
Za swą pracę i dorobek naukowy odznaczony był m.in.:
- Krzyżem Kawalerskim Orderu Odrodzenia Polski,
- Medalem Komisji Edukacji Narodowej,
- Medalem Polskiego Towarzystwa Geofizycznego,
- Złotą Odznaką Honorową „Zasłużony dla miasta Lublina”.

## Upamiętnienie
Prof. dr hab. Tadeusza Wilgata upamiętnia dąb szypułkowy (drzewo - symbol) oraz głaz przy Ośrodku Edukacyjno-Muzealny Roztoczańskiego Parku Narodowego w Zwierzyńcu.